# Heqat
Das Heqat (auch Hekat) repräsentierte im Alten Ägypten als Hohlmaß die Menge von 4,75 Litern und entsprach zugleich zehn Henu.
Bruchteile des Heqats wurden mit Teilen des Udjat-Auges geschrieben. Vervielfachungen des Heqat-Maßes trugen die Namen: „Heqati“ als „Doppeltes Heqat“ mit 9,5 Litern und „Heqat-fedu“ als „Doppeltes Heqati“ mit 19 Litern.